# Olevano di Lomellina
Olevano di Lomellina (lombardul: Ulévan) település Olaszországban, Lombardia régióban, Pavia megyében. Lakosainak száma 711 fő (2023. január 1.). Olevano di Lomellina Castello d’Agogna, Mortara, Zeme, Cergnago és Velezzo Lomellina községekkel határos.

## Népesség
A település lakossága az elmúlt években az alábbi módon változott:
| Lakosok száma | 718  | 720  | 711  |
|               | 2017 | 2018 | 2023 |